# Raigastvere järv
Raigastvere järv är en sjö i Estland.   Den ligger i landskapet Jõgevamaa, i den centrala delen av landet, 140 km sydost om huvudstaden Tallinn. Raigastvere järv ligger 55 meter över havet.  Omgivningarna runt Raigastvere järv är en mosaik av jordbruksmark och naturlig växtlighet.